# Schöllkrippen
Schöllkrippen – gmina targowa w Niemczech, w kraju związkowym Bawaria, w rejencji Dolna Frankonia, w regionie Bayerischer Untermain, w powiecie Aschaffenburg, siedziba wspólnoty administracyjnej Schöllkrippen. Leży około 15 km na północny wschód od Aschaffenburga, nad rzeką Kahl, przy linii kolejowej Schöllkrippen – Hanau - Frankfurt nad Menem.

## Dzielnice
W skład gminy wchodzą następujące dzielnice:
- Schöllkrippen
- Schneppenbach
- Hofstädten

### Polityka
Wójtem jest Rainer Pistner. Rada gminy składa się z 16 członków:
|      | CSU | SPD | Wolna Grupa Wyborców | Zieloni | Razem     |
| 2002 | 7   | 1   | 7                    | 2       | 16 miejsc |